# With Roots Above and Branches Below
With Roots Above And Branches Below är det amerikanska metalcore-bandet The Devil Wears Pradas tredje studioalbum, släppt den 5 maj 2009 genom skivbolaget Ferret Music.

## Låtlista
| Nr           | Titel                                                        | Längd |
| ------------ | ------------------------------------------------------------ | ----- |
| 1.           | Sassafras                                                    | 3:16  |
| 2.           | I Hate Buffering                                             | 3:05  |
| 3.           | Assistant to the Regional Manager                            | 3:37  |
| 4.           | Dez Moines                                                   | 4:04  |
| 5.           | Big Wiggly Style                                             | 4:13  |
| 6.           | Danger: Wildman (feat. Trevor Wentworth från Our Last Night) | 4:01  |
| 7.           | Ben Has a Kid                                                | 3:57  |
| 8.           | Wapakalypse                                                  | 3:44  |
| 9.           | Gimme Half                                                   | 4:21  |
| 10.          | Louder Than Thunder                                          | 2:37  |
| 11.          | Lord Xenu                                                    | 3:26  |
| Total längd: | Total längd:                                                 | 40:17 |